# Carl-Gustaf Rossby
Carl-Gustaf Arvid Rossby, född 28 december 1898 i Stockholm, död 19 augusti 1957 i Stockholm, var en svensk-amerikansk meteorolog. Han var den förste som lyckades förklara de storskaliga rörelser i jordens atmosfär som idag kallas Rossbyvågor. 

## Biografi
Carl-Gustaf Rossby var den äldste sonen av fem till ingenjören Arvid Rossby och Alma Charlotta, född Marelius. Rossby började intressera sig för meteorologi och oceanografi då han studerade för Vilhelm Bjerknes i Bergen, vid Stockholms högskola och Leipzigs universitet. År 1922 återvände han till Stockholm där han började arbeta för Statens meteorologisk-hydrografiska anstalt (en föregångare till SMHI) som meteorolog vid olika oceanografiska expeditioner. Mellan expeditionerna studerade han matematisk fysik.
År 1926 flyttade Rossby till Förenta staterna där han verkade vid U.S. Weather Bureau (en föregångare till NOAA) i Washington DC. Samtidigt som han där startade den första väderlekstjänsten för civilflyg fortsatte han sitt teoretiska arbete kring turbulensen i atmosfären. År 1928 grundade han den första amerikanska meteorologiska institutionen vid MIT. Där intresserade han sig i första hand för atmosfärens termodynamik och samspelet mellan hav och atmosfär. 1938 blev han amerikansk medborgare och följande år fick han en post som forskningsledare vid Weather Bureau. 1940 flyttade han till Chicagos universitet och inledde där den period då han fördjupade sitt intresse för de storskaliga rörelserna i atmosfären, bland annat beskrev och förklarade han jetströmmarna och Rossbyvågorna.
Under andra världskriget administrerade Rossby rekryteringen och utbildningen av militära meteorologer. Efter kriget fortsatte många av dessa att studera för honom i Chicago där han också började tillämpa sina matematiska modeller vid elektroniska beräkningar av väderprognoser. Under slutet av 1940-talet pendlade han mellan sin tjänst i Chicago och en tjänst vid SMHI i Sverige. Mellan 1954 och sin död 1957 ägnade Rossby mycket intresse för atmosfärisk kemi. 

## Utmärkelser och medlemskap
1943 blev han medlem i National Academy of Sciences,  1944-45 var han president av amerikanska meteorologisällskapet.
I Sverige invaldes Rossby som utländsk ledamot 1947 i Vetenskapsakademien och 1954 också i Ingenjörsvetenskapsakademien.
År 1953 tilldelades han både Symons Gold Medal från brittiska Royal Meteorological Society och det amerikanska meteorologisällskapets Award for Extraordinary Scientific Achievement. 
Den amerikanska utmärkelsen bytte 1963 namn till Carl-Gustaf Rossby-medaljen för att hedra Rossby, som var den kanske viktigaste meteorologen under hela 1900-talet. Medaljen är sällskapets finaste utmärkelse..